# Georg Wilhelm von Siemens
Georg Wilhelm von Siemens (n. 30 iulie 1855, Berlin, Germania — d. 14 octombrie 1919, Arosa, Elveția) a fost un industriaș german în domeniul telecomunicațiilor. Cunoscut sub numele de Wilhelm von Siemens, el a fost fiul lui Werner von Siemens și al Matildei Duman. A fost partener general la compania Siemens SA. S-a căsătorit în 1882 cu  Elly, cu care a avut doi copii: Wilhelm Ferdinand von Siemens (n. 1885) și Mathilde Eleonore Eveline von Siemens (n. 1888).
1. 1 2  Wilhelm Siemens, Brockhaus Enzyklopädie, accesat în 9 octombrie 2017
2. 1 2  „Georg Wilhelm von Siemens”, Gemeinsame Normdatei, accesat în 9 aprilie 2014
3. ↑  „Georg Wilhelm von Siemens”, Gemeinsame Normdatei, accesat în 10 decembrie 2014